# Piz Starlex
Der Piz Starlex ist ein 3075 m ü. M. hoher Berg in der Sesvennagruppe. Der Gipfel liegt exakt auf der Grenze zwischen Italien und der Schweiz bzw. Südtirol und Graubünden. Das große Gipfelkreuz steht etwa 300 Meter südlich des eigentlichen Gipfels auf einer Höhe von 3066 m ü. M. auf einem großen Plateau.

## Lage und Umgebung
Südlich des Berges erstreckt sich das teils schweizerische, teils italienische Münstertal, nordwestlich das schweizerische Val S-charl. In nördlicher Richtung ist der Piz Starlex durch das 2296 m ü. M. hohe S-charljoch vom Piz Sesvenna getrennt. Mit einer Schartenhöhe von 779 Metern ist der Piz Starlex ein relativ eigenständiger Berg.

## Routen zum Gipfel
Der einfachste Anstieg beginnt im Avignatal (einem Seitental des Münstertals), von wo aus ein markierter Steig zuerst über Wiesen, anschließend über den Südostrücken des Berges und schließlich durch eine Geröllrinne zum Plateau mit dem Gipfelkreuz führt. Dabei ist kurz vor dem Gipfelgrat eine Kletterstelle im Schwierigkeitsgrad I zu meistern. Der Gesamtschwierigkeitsgrad liegt bei T4. Der Übergang zum höchsten Punkt ist weglos, aber nicht schwieriger als der vorige Weg. Eine weitere mögliche Route im etwa gleichen Schwierigkeitsgrad beginnt in Lü. Von dort aus erreicht man über Wanderwege das südlich vom Piz Starlex gelegene Hochtal Costainas. Dann geht es weglos weiter über die Fuorcla Starlex und schließlich in nördlicher Richtung, bis man am Fuß der Geröllrinne wieder auf den markierten Weg trifft. Bei dieser Variante sind gegenüber der ersten etwas weniger Höhenmeter zurückzulegen, die Wegstrecke ist aber länger.